# 新高製菓
新高製菓（にいたかせいか）是台灣日治時代，本社設在台北市本町的製菓會社。創業者是佐賀縣北山村（現・佐賀市富士町）出身的菓子商森平太郎(1869年11月23日-1946年1月)。以新高水果糖、香蕉糖而有名，戰前，和森永製菓、明治製菓並稱三大菓子商。

## 歷史
1902年（明治35年），森平太郎渡台，在台北開設「一六軒」，販賣饅頭。1905年（明治38年），創立「新高製菓」。以台灣的最高峰新高山（現・玉山）為會社名。販賣牛奶糖、水果糖等多樣的和洋菓子，在台灣獲得成功後，1923年（大正12年），進軍日本內地。1928年（昭和3年），成為日本最初期的國產口香糖製造商。1931年（昭和6年），帶動泡泡糖的販賣熱潮。戰後，在台資產被國民政府接收，日本內地的部分雖繼續經營，但是，1965年（昭和40年），因經營不振而停業。

## 其他
- 創業者森平太郎夫妻是作家北方謙三的曾祖父母。北方以曾祖父母為原型創作小說『望鄉之道』。

## 脚注
1. ↑  . www.leksuoan.org. 2021-12-30  [2025-04-07] （英语）.
2. ↑  塩見菜摘.  (PDF). 慶應義塾大学法学部 玉井清研究会.   [2025-04-07]. （原始内容存档 (PDF)于2023-08-13） （日语）.
3. ↑  江戸時代の砂糖食文化　～長崎警備とシュガーロード～ （页面存档备份，存于） 独立行政法人農畜産業振興機構
4. ↑  2011年10月07日付けの西日本新聞朝刊。
5. ↑  .   [2023-01-07]. （原始内容存档于2019-07-10）.
6. ↑  新高キャラメルの正体とは？　～ある男の激動の人生～　ビーバップハイヒール　2019年5月2日放送